# HD 189900
HD 189900，又名BD+63 1584，SAO 18627、HR 7654，是一颗恒星，视星等为5.96，位于銀經96.42，銀緯17.09，其B1900.0坐标为赤經19h 57m 13.7s，赤緯+63° 17.09′ 40″。